# Szágy
Szágy is een plaats (község) en gemeente in het Hongaarse comitaat Baranya. Szágy telt 187 inwoners (2001).